# プルデンシャル生命保険
プルデンシャル生命保険株式会社（プルデンシャルせいめいほけん）は、アメリカ最大級の保険・金融サービス機関プルデンシャル・ファイナンシャルの一員の生命保険会社である。
尚、イギリスの金融グループであるプルーデンシャルと、その傘下にある日本のイーストスプリング・インベストメンツとは関係がない（プルデンシャルはイギリスではPramericaの名称で事業を行う）。

## 概説
プルデンシャル生命は、1987年10月にプルデンシャル ファイナンシャルの100%現地法人としてスタートした。2005年には、あおば生命保険（旧：日産生命保険）を吸収合併し、営業基盤の拡大を図っている。
プルデンシャル ファイナンシャルは、1979年にソニーとの合弁でソニー・プルデンシャル生命保険を設立しているが、その後合弁は解消され、ソニー・プルデンシャル生命は現在のソニー生命となっており、プルデンシャル生命保険とは繋がりはない。
日本における創業者の坂口陽史（きよふみ）は、日本人で初めてアメリカのアクチュアリー試験に合格した人物である。アメリカのノース・イースタン大学大学院保険学科卒業後、アメリカの生命保険会社、経営コンサルタントを経て、1979年ソニー・プルデンシャル生命副社長、1985年同社社長、1987年プルデンシャル生命社長、1994年同社会長に就任。1998年には、プルデンシャル・インシュアランス・カンパニー・オブ・アメリカのエグゼクティブ・ヴァイス・プレジデント国際保険部門プレジデント・最高経営責任者に就任し、2002年1月に逝去した（58歳）。坂口が生前に語った言葉は、東京・永田町のプルデンシャルタワー内にあるKiyo Sakaguchi Memorial Gardenのモニュメントに記されている。

## ライフプランナー
営業人員の呼称「ライフプランナー」は、ザ・プルデンシャル・インシュアランス・カンパニー・オブ・アメリカの登録商標（日本第3107214号）である。ソニー・プルデンシャル生命時代から「ライフプランナー」を使用していたため、プルデンシャル生命の他、ソニー生命も営業社員の呼称として使用している（同社もほぼ同時に商標登録（日本第3113984号）している）。
ライフプランナーはすべて異業種からの転職者で構成され、ほぼヘッドハンティングのような形によって採用されている。このため新卒者や、過去に生命保険業界で就労経験がある者はライフプランナーとなることはできない。また多くの保険会社が採用するエリア制や職域制ではなく、契約者と担当ライフプランナーによる徹底した担当者制度を敷いている。
同社は営業においてCMや広告などによる宣伝活動をライフプランナーの個人的な活動以外では殆ど行っておらず、代理店販売も行っていないためライフプランナーによる販売が唯一の販売チャネルとなっている。
下記にあげる採用基準や教育研修を経て育成された生命保険業界における真のプロフェッショナルと位置づけられ、このモデルを踏襲した外交員システムを「ライフプランナーモデル(制度)」と呼ぶことがある。他社の類似したライフプランナーモデルと合算しても保険外交員全体の5%程度の人数しかおらず、同社のライフプランナーに限るとその数は更に少なくなるがライフプランナーが持つ知識量・提案内容などは高い評価をされることが多い。
採用基準は高等教育以上の最終学歴を必須条件としており、生命保険業界経験者を採用しないなどの特色を持っている。営業開始当初は男性のみ採用していたが、現在では女性も採用している。
3度に渡るCIP(キャリア・インフォメーション・プログラム)による事業説明と営業所長・支社長による面接TS1(ターゲット・セレクション)、本部長・役員によるTS2によって選考される。ヘッドハンティングの声をかけられた200〜300名のうち実際に内定を受ける者は2〜3名という厳選採用を行っている。
入社後はFTP、ITP、BTPなど生命保険における基礎教育・研修を受ける。保険外交員の教育は保険業界における最大の課題であり、保険商品についての知識の習得のみならず関連する法律・税制・社会保障についての習得を徹底して行う。
ライフプランナーは2年間の研修期間(TAP)によって育成され、日本の生命保険業界が行う専門課程・応用課程・生命保険大学課程などの専門知識を身につける。
加えて独自の教育システムとしてライフプランナーには副本として「生命保険のバイブル」と呼ばれるブルーブックが数十冊貸与される。米国で140年以上の歴史を有する親会社プルデンシャルファイナンシャルの教育システムと保険ノウハウが凝縮されており、日本国内の生命保険会社が社員・幹部候補研修などで米国を訪れる際にはプルデンシャル・ファイナンシャルへ学びに行くことが通例となっている保険会社もある。
ライフプランナーが時間的に拘束されるのは、月・木の午前に行われる定例ミーティングだけ。あとは出社の必要すらなく、営業ノルマもない。働き方も休み方も自由だが、固定給は通常、3年目以降にゼロとなるため、サボれば収入がなくなる。上位表彰者の年収が億単位である一方、収入の見込みが立たず数ヶ月で辞めていく有名企業出身者も多い。支社長・営業所長など管理部門の社員以外は、会社との間で契約をしている事業主の様な形態であり、雇用関係とは異なる。
米国プルデンシャルファイナンシャルの世界戦略の中でこのライフプランナーモデルは中核となっており、日本のプルデンシャル生命が中心となって韓国・台湾・インド・マレーシア・メキシコ・ブラジル・アルゼンチン・イタリア・ポーランドでも同様のモデルでの営業展開を行っている。

## 商品
ライフプランナーによるコンサルティングを行った上での「オーダーメイド」の保障提供のため生命保険の基本的役割である保険商品をほぼ全般網羅している。
※一部商品は死亡保障契約を同社で行っている契約者に限り提供されている。個人保険・事業保険によって加入できる保険商品が一部異なる。
外資系生命保険会社のラインナップに相応しい投資性・資産運用向けの商品が豊富。
週刊ダイヤモンドなどの保険特集で「保険営業マンが入りたい」と言われる商品の筆頭には外貨建保険が挙げられることが多い。
また従来の生命保険がインフレに弱いという弱点を補うために開発されたインフレに強いとされる保険商品(変額保険)などの特徴的な商品も多い。

## プルデンシャルタワー
プルデンシャルタワーも参照のこと
本社があるプルデンシャルタワー（東京都永田町）は、大火災を起こしたホテルニュージャパンの跡地にある。千代田生命保険が建設中だったものを、同社の経営破綻により買収し、2002年12月に完成させた。国会議事堂の近くにあり、日本テレビ系列「働きマン」のロケにも使われた。2004年7月には、仙台市泉区紫山にドライデン・カスタマーセンターを設立。保険契約関連書類の処理や、コールセンターも含めた総合的な保険事務センターとなっている。
日本で展開している外資系生命保険会社の中で本社ビルを所有しているのは2019年12月時点において同社のみとなっている。

## ロゴマーク
ロゴマークの「ジブラルタル・ロック」は、地中海のジブラルタル海峡にある岩山をデザインしたもので、これはジブラルタルの要塞が難攻不落という意味から生まれた諺、"As safe as the Rock"（ジブラルタル・ロックのように安心）にちなんでいる。アメリカプルデンシャルが初期の広告に使用して以降、ジブラルタル・ロックはアメリカプルデンシャルのシンボルとなった。日本では、プルデンシャル生命、ジブラルタ生命、プルデンシャル・インベストメント・マネジメント・ジャパンなどがロゴマークとして使用している。

## 社会貢献活動
ボランティアを行う中高生を支援し表彰するプログラム「Spirit of Community ボランティア・スピリット賞」を、1997年から実施している。
毎年10月の第一土曜日に、「グローバル・ボランティア・デー」を開催し、社員やその家族が全国各地域で、骨髄バンク、メイク・ア・ウィッシュ・ジャパン、地域の清掃や、献血、バザー、募金活動、障がい者のスポーツイベントの運営など様々なボランティア活動に参加している。

## 協賛 ・スポンサー
2003年からは「メイク・ア・ウィッシュ チャリティ バイシクルライド」に、2006年からはアメリカンフットボール日本一決定戦「ライスボウル」に協賛している。
2016年からはヨットレース「セーリング」日本代表(日の丸セーラーズ)のオフィシャルパートナーとなっている。

## テレビ番組
- 日経スペシャル ガイアの夜明け 熱血! 営業マン伝説売る〝極意〟教えます（2004年9月21日、テレビ東京）[1] - エグゼクティブライフプランナーを取材。